# مثل منقول

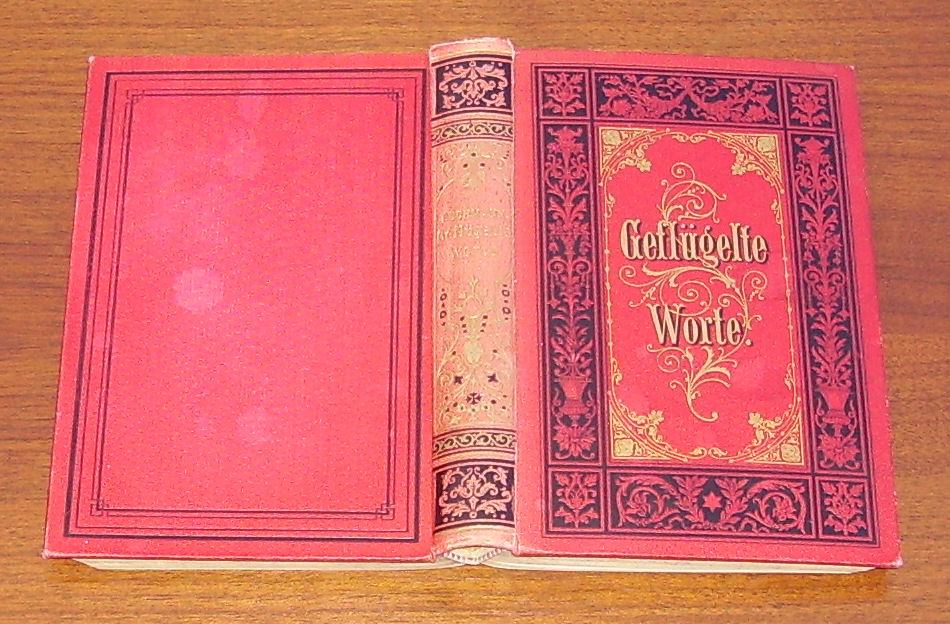

المثل المنقول هو كل قول منقول صار يستعمل في ضرب المثل نحو قولهم رجع بخفي حنين وقولهم جنت على أهلها براقش.